# ياسين بو فلغة
ياسين بو فلغة (Yassine Boufalgha) لاعب كرة قدم تونسي من مواليد 4 أكتوبر 1989 . يجيد اللعب في مركز الدفاع.

## روابط خارجية
- ياسين بو فلغة على موقع قاعدة بيانات كرة القدم.إي يو (الإنجليزية)
- ياسين بو فلغة على موقع Soccerway.com (الإنجليزية)
- ياسين بو فلغة على موقع عالم كرة القدم.نت (الإنجليزية)